# Memories Off ＃5 とぎれたフィルム
『Memories Off #5 とぎれたフィルム』（メモリーズオフ ファイヴ とぎれたフィルム）は、2005年10月27日にKIDよりPlayStation 2で発売した恋愛アドベンチャーゲームである。2006年10月26日にサクセスよりSuperLite2000シリーズにて発売された。CEROレーティング15歳以上対象。
同社が誇る「Memories Offシリーズ」の5作目である。副題は「5つの想いが叶うとき……とぎれたフィルムは静かに回りだす」。
2007年7月12日に後日談に当たる『Memories Off #5 encore』がサイバーフロントより発売。2009年1月29日にPSP版が発売された。PSP版にはencoreとの間の話を描いたAfter Storyも収録されている。

## 概要
前作『Memories Off 〜それから〜』の2ヵ月後の話であり、主人公は3作目と同じく大学生に設定されている。本作品のテーマは「普通の恋愛」ではなく、サークル活動を通じた「青春の群像劇」である。そのため、シリーズでは初めて主人公の性格や外見が設定された。また本編をクリアすると別の人物の視点でストーリーを追うことができる。女性視点からもゲームを楽しめるようにとリバースカットというシステムが追加され、一定の条件を満たせば麻尋視点で物語を見ることが出来るなど本編では曖昧だった部分が減少される。このシステムは次の『T-wave』にも引き継がれている。このように本作では従来のギャルゲー要素が弱まり、恋愛アドベンチャーの色彩が強まった。
こうしたドラマ性の強化に加え、サスペンス要素の導入や新たな高校の登場など、本作は多くの新機軸を打ち出している。その反面、過去作品との関連性は弱まっている。これらはシリーズの長期化による作品世界の閉塞化を防ぎ、今後の発展可能性を高める意図があった。
プレイステーション2に対応したプリンターを接続することで、一度見たグラフィックを印刷する事ができる。

## ストーリー
主人公・河合春人は映画作りという夢を目指して1年前に幼馴染の日名雄介と親友の観島香月、小津修司といっしょに小さな映画サークル「CUM研」を作ったが日名雄介の死をきっかけにその夢をあきらめかけていた。
そんな春人の前に突然現れた仙堂麻尋。彼女は雄介の遺した脚本で映画を撮ってほしいと訴えてきた。しかしその麻尋こそが、雄介の死にかかわりがあるといわれる女性だった。彼女の登場で春人とサークルの仲間たちとの間に、大きな変化が……。

## 登場キャラクター
Memories Offシリーズの登場人物の項も参照。
河合 春人（かわい はると）
声 : 森久保祥太郎
千羽谷大学文学部2年生。本作の主人公。CUM研メンバー。犬が苦手。4月7日生まれ。20歳。血液型　B型。身長 175cm。　
日名 雄介（ひな ゆうすけ）
声 : 櫻井孝宏
春人の幼馴染。1年前にマンションから転落し他界した。3月9日生まれ。18歳。血液型　B型。身長 180cm。　
日名 あすか（ひな あすか）
声 : 野川さくら
綾園学院高等学校3年生。雄介の妹であり、CUM研メンバーとは旧知の仲。致命的な方向、機械音痴。8月31日生まれ。17歳。明るく健気でノリもよく、無邪気で積極的な性格だが高校やバイト先に友達が少ない。血液型　B型。身長 158cm。体重 45kg。サイズ　B81/W56/H82
仙堂 麻尋（せんどう まひろ）
声 : 井ノ上奈々
雄介の言う「男を破滅に導く運命の女」の少女。転落事故の目撃者である。雄介の書き残した台本を持ってCUM研に映画を作らせようとする。12月19日生まれ。19歳。血液型　A型。身長 160cm。体重 48kg。サイズ　B86/W58/H86
観島 香月（みしま かづき）
声 : 桑谷夏子
千羽谷大学芸術学部2年生。CUM研メンバーの一人。春人や雄介、修司とは綾園高校の時から親友同士。11月29日生まれ。19歳。血液型　A型。身長 161cm。体重 43kg。サイズ　B80/W56/H83
早蕨 美海（さわらび みうみ）
声 : 名塚佳織
綾園学院高等学校3年生。春人の従兄妹で、あすかの親友。成績優秀だが人見知りが激しい。6月6日生まれ。17歳。血液型　A型。身長 150cm。体重 40kg。サイズ　B77/W54/H81
雨宮 瑞穂（あまみや みずほ）
声 : 佐久間レイ
あすかのバイト先であるバーガーワック社員マネージャー。春人がバーガーワックのバイトを始めた時に瑞穂の指導を受けることになる。6月30日生まれ。24歳。血液型　AB型。身長 164cm。体重 48kg。サイズ　B90/W58/H86
小津 修司（おづ しゅうじ）
声 : 岸尾大輔
千羽谷大学理学部2年生。春人の友人でCUM研メンバー。あすかのことが好き。12月12日生まれ。19歳。血液型　O型。身長 164cm。
木瀬 歩（きせ あゆむ）
声 : 白石涼子
千羽谷大学文学部1年生。CUM研の新入部員。前作『それから』にもサブキャラクターで出演。4月3日生まれ。
稲穂 信（いなほ しん）
声 : 間島淳司
春人が越してきたアパートの隣人。1月4日生まれ。

## スタッフ
- キャラクターデザイン : 松尾ゆきひろ、輿水隆之
- シナリオ : 林直孝、たきもとまさし、鯨晴久、松川しゅうさく、若林健
- 音楽 : 阿保剛

## 主題歌
- OP : ORANGE
作詞、作曲 : 志倉千代丸、編曲 : 磯江俊道 / 歌 : 彩音
- キャラED
  - あすか : ココロ☆ラブリウェイ
作詞、作曲 : 志倉千代丸、編曲 : 上野浩司 / 歌 : 野川さくら
  - 麻尋 : Dissolve
作詞、作曲、編曲 : 濱田智之 / 歌 : 井ノ上奈々
  - 香月 : Believe
作詞、作曲：高井ウララ、編曲：西田マサラ / 歌 : 桑谷夏子
  - 美海：記憶の雫
作詞 : 畑亜貴、作曲 : 槍手剛、編曲 : 陳翔福 / 歌 : 名塚佳織
  - 瑞穂 : by your side
作詞、作曲 : 高井ウララ、編曲 : 吉原かつみ / 歌 : 佐久間レイ
- ファイナルED : ロマンシングストーリー
作詞、作曲 : 志倉千代丸、編曲 : 上野浩司 / 歌 : 彩音
- PSP版OP : あの空の果てまで
作詞 : 彩音、作曲・編曲 : Tatsh / 歌 : 彩音

## 関連作品

### OVA
5pb.より発売、ジェネオンエンタテインメントより販売。
- Memories Off #5 とぎれたフィルム THE ANIMATION（2006年3月29日）

スタッフ
- 監督 - 岩崎太郎
- 脚本 - 林直孝、たきもとまさし
- キャラクターデザイン・作画監督 - 谷口淳一郎
- 美術監督 - 根本邦明
- 色彩設計 - 石黒けい
- 撮影監督 - 伊藤邦彦
- 編集 - 内田恵
- 音楽 - 阿保剛
- 音響監督 - はたしょうじ
- プロデューサー - 小柳路子
- アニメーション制作 - 動画工房
- 製作 - 5pb.

主題歌
オープニングテーマ「Film Makers」
作詞、作曲 - 志倉千代丸 / 編曲 - 磯江俊道 / 歌 - 彩音
エンディングテーマ「ロマンシングストーリー」
作詞、作曲 - 志倉千代丸 / 編曲 - 上野浩司 / 歌 - 彩音

### CD
5pb.より発売、ジェネオンエンタテインメントより販売。
- ORANGE（2005年11月10日、VGCD-1001）
歌：彩音
  1. ORANGE
  2. ロマンシングストーリー
- Memories Off #5 とぎれたフィルム Audio Collection
- Memories Off #5 とぎれたフィルム Drama Collection
- Memories Off #5 とぎれたフィルム PREMIUM COLLECTION
  - 1 ASUKA（2005年11月25日、VGCD-0006）
    - 「ココロ☆ラブリウェイ」歌：日名あすか（野川さくら）

  - 2 HARUTO（2005年11月25日、VGCD-0007）
    - 「空を見に行こう」歌：河合春人（森久保祥太郎）

  - 3 MAHIRO（2005年12月22日、VGCD-0008）
    - 「Dissolve」歌：仙堂麻尋（井ノ上奈々）

  - 4 KAZUKI（2005年12月22日、VGCD-0009）
    - 「Believe」歌：観島香月（桑谷夏子）

  - 5 MIUMI（2006年1月25日、VGCD-0010）
    - 「記憶の雫」歌：早蕨美海（名塚佳織）

  - 6 MIZUKO（2006年1月25日、VGCD-0011）
    - 「by your side」歌：雨宮瑞穂（佐久間レイ）

  - 7 YUSUKE（2006年2月24日、VGCD-0012）
    - 「I Wish......」歌：日名雄介（櫻井孝宏）
- みんなでつくるメモオフCD!! Season3（2006年4月7日、VGCD-0031）
  - 紙ヒコーキの旅（メモオフバレンタインコンサートLive）（歌：彩音、河合久美、那須めぐみ、山本麻里安、松来未祐、仲西環、村田あゆみ、菊池志穂、野川さくら、こやまきみこ、桑谷夏子、井ノ上奈々、KAORI、森久保祥太郎、間島淳司、池澤春菜）
  - ロマンシングストーリー（歌：池澤春菜、山本麻里安、小林沙苗、白石涼子、村田あゆみ、井ノ上奈々）
- Film Makers（2006年3月29日、VGCD-1002）
歌：彩音
  1. Film Makers
  2. 誰よりもきっと〜for memories〜
  3. Film Makers Concert Ver.
- Memories Off #5 とぎれたフィルム VOCAL COLLECTION（2006年6月23日、VGCD-0037）
ゲームとOVAの主題歌と、プレミアムコレクションに収録されたキャラクターソングを収録。
- Memories Off #5 とぎれたフィルム Memorial Collection Box（2006年9月22日、VGCD-0049）
ゲームとOVAの主題歌とそれらのTRANCE Ver.、プレミアムコレクションに収録されたキャラクターソング等を収録。
- GRAVITY ERROR（2009年4月22日、FVCG-1077）
歌：彩音
  - あの空の果てまで

その他関連CD
- THE WORKS〜志倉千代丸楽曲集〜（2006年3月16日、FPBD-0001）
  - ORANGE
  - ココロ☆ラブリウェイ
  - ロマンシングストーリー
- ARCHIVE LOVERS（2007年4月25日、VGCD-50003（初回限定盤）、VGCD-0079（通常盤））
彩音1stアルバム
  - ORANGE
  - Film Makers
  - ロマンシングストーリー
- HYPER 萌 TRANCE 〜彩音〜（2007年5月25日、VGCD-0083）
  - ORANGE（TRANCE Ver.）
  - Film Makers（TRANCE Ver.）
  - ロマンシングストーリー（TRANCE Ver.）
- THE WORKS〜志倉千代丸楽曲集〜1.2（2008年7月30日、VGCD-0151）
  - ORANGE
  - ココロ☆ラブリウェイ
  - ロマンシングストーリー
- M【MOE】*A【AKIBA】=MAPOP 5pb. CHARA-SONG WORKS 2006〜2007 Vol.1（2009年1月28日、FVCG-1066）
  - Believe
  - Dissolve
- O【OTAKU】*A【AKIBA】=OAPOP 5pb. CHARA-SONG WORKS 2006〜2007 Vol.2（2009年2月25日、FVCG-1067）
  - 記憶の雫
- G【GAME】*A【AKIBA】=GAPOP 5pb. CHARA-SONG WORKS 2006〜2007 Vol.3（2009年3月25日、FVCG-1068）
  - ココロ☆ラブリウェイ
- S【SUBCUL】*A【AKIBA】=SAPOP 5pb. CHARA-SONG WORKS 2006〜2007 Vol.4（2009年4月22日、FVCG-1069）
  - by your side

### 小説
メディアワークスより発売。
- Memories Off #5 - Promise&Wish（林直孝作、ISBN 4-8402-3264-4）

エンターブレインより発売。
- メモリーズオフ#5 とぎれたフィルム 〜last preview〜（日暮茶坊作、ISBN 4-7577-2512-4）
- メモリーズオフ#5 とぎれたフィルム 〜distance〜（日暮茶坊作、ISBN 4-7577-2557-4）

## ラジオ
- ラジオしちゃうぞ!メモオフ#5